# أونيسيموس (رواية)
أونيسيموس: مذكرات أحد مريدي القديس بول (بالإنجليزية: Onesimus: Memoirs of a Disciple of St. Paul)‏ هي رواية للكاتب الإنجليزي إدوين أبوت، نشرت عام 1882، لأول مرة عن دار نشر ماكميلان.